# عرادة (آلة)
العَرَّادَة (باليونانية: βαλλίστρα (تلفظ بَاليِسْتْرَا) بمعنى رمى) هي ضرب من المجانيق تقذف به الأحجار والسهام الكبرى على هدف بعيد.
طُوِّرت من أقدم الأسلحة اليونانية، واعتمدت على آليات مختلفة، باستخدام عتلتين بنوابض فتلية بدلاً من قاب توتري (الجزء القوسي من القوس الإفرنجية الحديثة). تتكون النوابض من عدة عروات شِلَّات الخيوط الملتوية. تقذف النسخ القديمة سهامًا ثقيلة أو مقذوفات حجرية كروية بأحجام مختلفة أثناء الحصارات. لقد طُوّرت إلى سلاح دقة أصغر، وهو العقرب، وربما عرادة متعددة القذائف.